# Liste der Biografien/Stuw
Liste der Biografien |
Portal Biografien |
Personensuche
# |
A |
B |
C |
D |
E |
F |
G |
H |
I |
J |
K |
L |
M |
N |
O |
P |
Q |
R |
S |
T |
U |
V |
W |
X |
Y |
Z |
?
 
Sa |
Sb |
Sc |
Sd |
Se |
Sf |
Sg |
Sh |
Si |
Sj |
Sk |
Sl |
Sm |
Sn |
So |
Sp |
Sq |
Sr |
Ss |
St |
Su |
Sv |
Sw |
Sy |
Sz
 
Sta |
Ste |
Sth |
Sti |
Stj |
Stl |
Sto |
Str |
Sts |
Stt |
Stu |
Stv |
Stw |
Sty
 
Stua |
Stub |
Stuc |
Stud |
Stue |
Stuf |
Stug |
Stuh |
Stui |
Stuj |
Stuk |
Stul |
Stum |
Stun |
Stup |
Stur |
Stus |
Stut |
Stuu |
Stuv |
Stuw |
Stux |
Stuy
Die Liste der Biografien führt alle Personen auf, die in der deutschsprachigen Wikipedia einen Artikel haben. Dieses ist eine Teilliste mit 13 Einträgen von Personen, deren Namen mit den Buchstaben „Stuw“ beginnt.

## Stuw

### Stuwe
- Stuwe, Albert (1921–1998), deutscher Zeichner, Grafiker, Maler und Lyriker
- Stüwe, Arndt (* 1970), deutscher Drehbuchautor
- Stüwe, Carla (1891–1981), deutsche Fotografin
- Stüwe, Gerd (* 1948), deutscher Sozialwissenschaftler und Hochschullehrer
- Stüwe, Hans (1901–1976), deutscher Schauspieler
- Stüwe, Kai, deutscher Rechtsrock-Musiker
- Stüwe, Karin (* 1942), deutsche Bahnradsportlerin (DDR)
- Stüwe, Klaus (* 1966), deutscher Politikwissenschaftler
- Stuwe, Marianne (* 1955), deutsche Radrennfahrerin
- Stüwe, Rüdiger (* 1939), deutscher Schriftsteller
- Stüwe, Ruppert (* 1978), deutscher Volkswirt und Politiker (SPD)Ruppert Stüwe (* 1978)

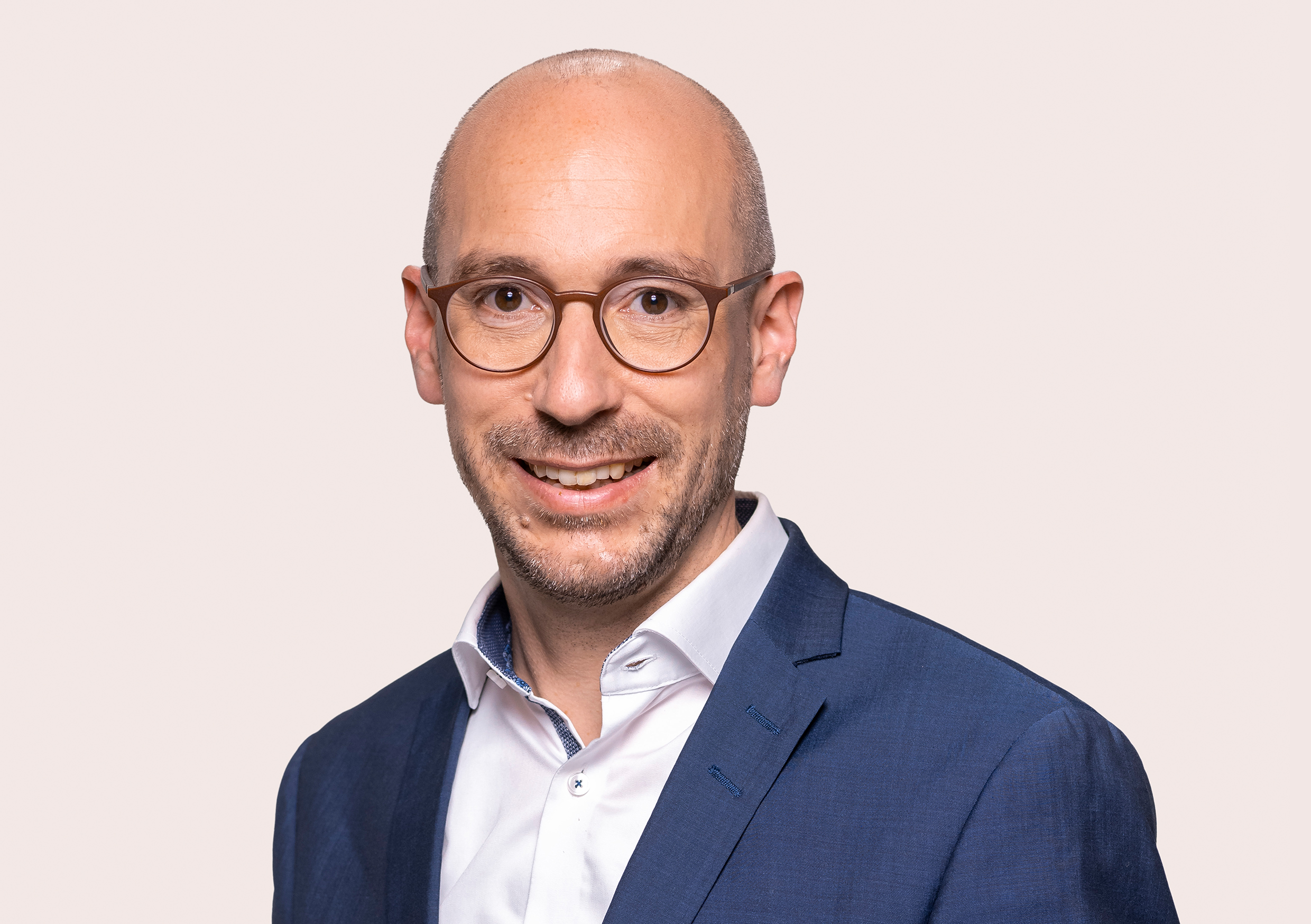
Ruppert Stüwe (* 1978)

- Stüwe, Ursula (* 1947), deutsche Ärztin und Standespolitikerin
- Stuwer, Johann Georg (1732–1802), österreichischer Unterhaltungskünstler